# Каменка (приток Ёны)
Каменка — река в Мурманской области России. Протекает по территории городского округа Ковдорский район и Кандалакшского района. Правый приток реки Ёна.
Длина реки составляет 28 км.
Берёт начало на южном склоне горы Сухие Рога на высоте 450 м над уровнем моря. Протекает по лесной, местами болотистой местности. Порожиста. Впадает в Ёну на высоте 211 м над уровнем моря в 59 км от устья. Населённых пунктов на реке нет.

## Данные водного реестра
По данным государственного водного реестра России относится к Баренцево-Беломорскому бассейновому округу, водохозяйственный участок реки — река Нива, включая озеро Имандра. Речной бассейн реки — бассейны рек Кольского полуострова и Карелии.
Код объекта в государственном водном реестре — 02020000312101000009786.